# Grane (Drôme)
Grane is een gemeente in het Franse departement Drôme (regio Auvergne-Rhône-Alpes). De gemeente telde 2.136 inwoners op 1 januari 2022.

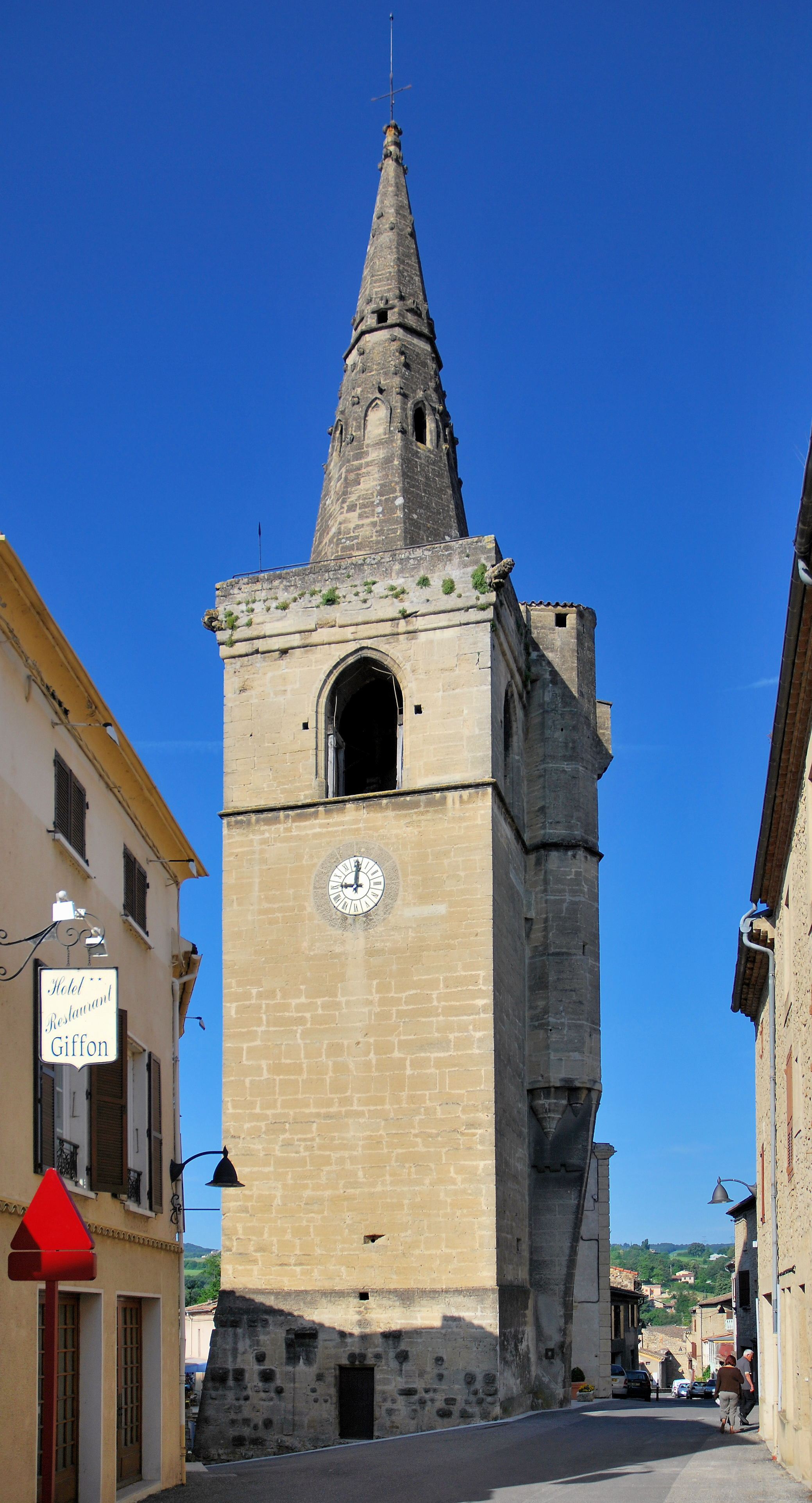
Kerk in Grane
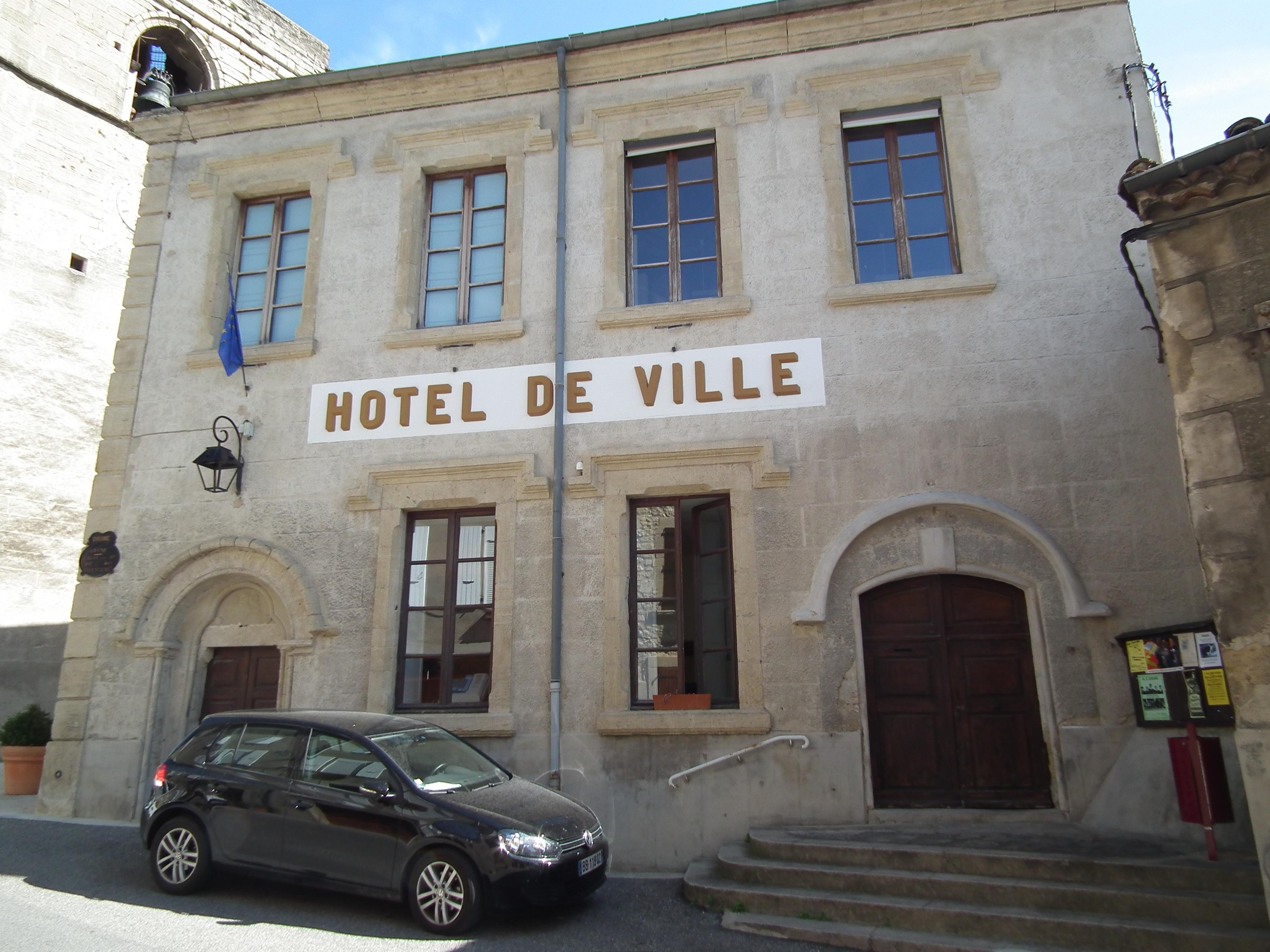
Gemeentehuis

## Geografie
De oppervlakte bedraagt 44,84 vierkante kilometer; de bevolkingsdichtheid is 44 inwoners per km² (per 1 januari 2019).

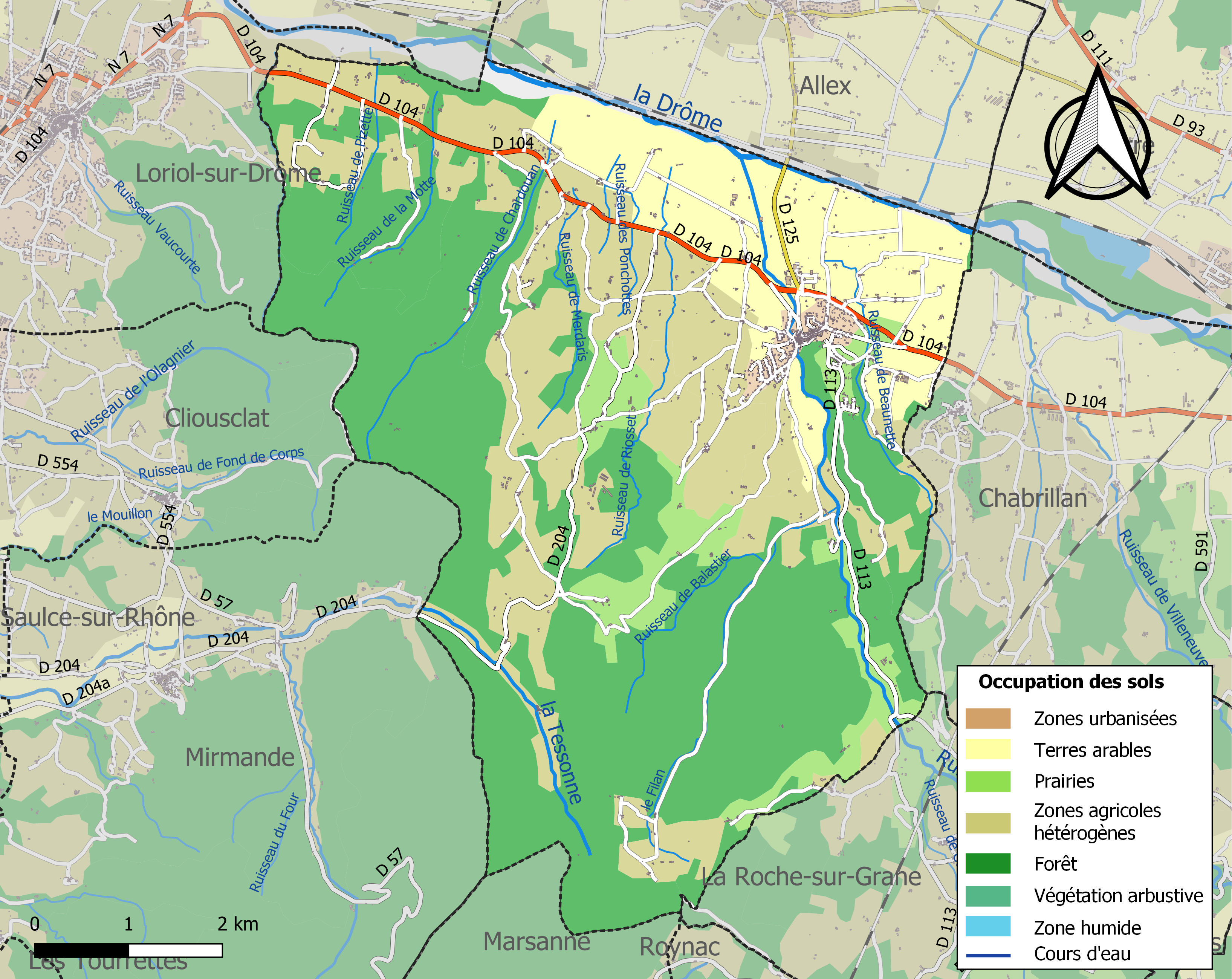
Kaart van de gemeente met belangrijkste infrastructuur, bodemgebruik en omliggende gemeenten

## Demografie
Onderstaande figuur toont het verloop van het inwonertal (bron: INSEE-tellingen).